# Parábola semicúbica

Parábola semicúbica para distintos valores de a

En matemáticas, una parábola semicúbica (o también una cúspide cúbica) es una curva algebraica que posee una función implícita de la forma:
{\displaystyle y^{2}-a^{2}x^{3}=0}
(con a ≠ 0) en algún sistema de coordenadas cartesianas.
Resolver y conduce a la forma explícita
{\displaystyle y=\pm ax^{\frac {3}{2}},}
lo que implica que cada punto real satisface x ≥ 0. Su exponente explica la denominación de parábola semicúbica (una parábola puede describirse mediante la ecuación y= ax2).
Resolver la ecuación implícita para x produce una segunda forma explícita
{\displaystyle x=\left({\frac {y}{a}}\right)^{\frac {2}{3}}.}
La ecuación paramétrica
{\displaystyle \quad x=t^{2},\quad y=at^{3}}
también se puede deducir de la ecuación implícita poniendo {\textstyle t={\frac {y}{ax}}.}
Las parábolas semicúbicas tienen una singularidad cuspidal, de ahí el nombre de cúspide cúbica.
La longitud del arco de la curva fue calculada por el matemático inglés William Neile, y se publicó en 1657 (véase la sección dedicada a su historia).

## Propiedades de las parábolas semicúbicas

### Semejanza
Cualquier parábola semicúbica {\displaystyle (t^{2},at^{3})} es semejante a la parábola unitaria semicúbica {\displaystyle (u^{2},u^{3})}.
Prueba: La relación de semejanza {\displaystyle (x,y)\rightarrow (a^{2}x,a^{2}y)} (escala uniforme) asigna la parábola semicúbica {\displaystyle (t^{2},at^{3})} a la curva {\displaystyle ((at)^{2},(at)^{3})=(u^{2},u^{3})} con {\displaystyle u=at}.

### Singularidad

Tangente en una parábola semicúbica

La representación paramétrica {\displaystyle (t^{2},at^{3})} es regular excepto en el punto {\displaystyle (0,0)}. En el punto {\displaystyle (0,0)} la curva presenta una singularidad (cúspide). La demostración se deduce del vector tangente {\displaystyle (2t,3t^{2})}. Solo para {\displaystyle t=0} este vector tiene longitud cero.

### Tangentes
Derivando la parábola unitaria semicúbica {\displaystyle y=\pm x^{3/2}} se obtiene en el punto {\displaystyle (x_{0},y_{0})} de la rama superior la ecuación de la tangente:
{\displaystyle y={\frac {\sqrt {x_{0}}}{2}}\left(3x-x_{0}\right).}
Esta tangente corta la rama inferior exactamente en un punto más con coordenadas
{\displaystyle \left({\frac {x_{0}}{4}},-{\frac {y_{0}}{8}}\right).}
(para probar esta afirmación, se debe utilizar el hecho de que la tangente corta la curva en {\displaystyle (x_{0},y_{0})} dos veces).

### Longitud de arco
Para determinar la longitud de arco de una curva {\displaystyle (x(t),y(t))} hay que resolver la integral {\textstyle \int {\sqrt {x'(t)^{2}+y'(t)^{2}}}\;dt.} Para la parábola semicúbica {\displaystyle (t^{2},at^{3}),\;0\leq t\leq b,} se obtiene
{\displaystyle \int _{0}^{b}{\sqrt {x'(t)^{2}+y'(t)^{2}}}\;dt=\int _{0}^{b}t{\sqrt {4+9a^{2}t^{2}}}\;dt=\cdots =\left[{\frac {1}{27a^{2}}}\left(4+9a^{2}t^{2}\right)^{\frac {3}{2}}\right]_{0}^{b}\;.}
(la integral se puede resolver mediante la sustitución {\displaystyle u=4+9a^{2}t^{2}}.)
Ejemplo: Para a= 1 (parábola semicúbica unidad) y b= 2, la longitud del arco entre el origen y el punto (4,8) mide 9,073.

### Evoluta de la parábola unitaria
La evoluta de la parábola {\displaystyle (t^{2},t)} es una parábola semicúbica desplazada 1/2 en el eje x: {\textstyle \left({\frac {1}{2}}+t^{2},{\frac {4}{{\sqrt {3}}^{3}}}t^{3}\right).}

### Coordenadas polares
Para obtener la representación de la parábola semicúbica {\displaystyle (t^{2},at^{3})} en coordenadas polares, se determina el punto de intersección de la recta {\displaystyle y=mx} con la curva. Para {\displaystyle m\neq 0} hay un punto diferente al origen: {\textstyle \left({\frac {m^{2}}{a^{2}}},{\frac {m^{3}}{a^{2}}}\right).} Este punto tiene una distancia {\textstyle {\frac {m^{2}}{a^{2}}}{\sqrt {1+m^{2}}}} del origen. Con {\displaystyle m=\tan \varphi } y {\displaystyle \sec ^{2}\varphi =1+\tan ^{2}\varphi } (véase lista de identidades) se obtiene

Relación entre una parábola semicúbica y una función cúbica (verde)

{\displaystyle r=\left({\frac {\tan \varphi }{a}}\right)^{2}\sec \varphi \;,\quad -{\frac {\pi }{2}}<\varphi <{\frac {\pi }{2}}.}

### Relación entre una parábola semicúbica y una función cúbica
Hacer corresponder la parábola semicúbica {\displaystyle (t^{2},t^{3})} mediante homografía {\textstyle (x,y)\rightarrow \left({\frac {x}{y}},{\frac {1}{y}}\right)} (perspectividad involutiva con eje {\displaystyle y=1} y centro {\displaystyle (0,-1)}) produce {\textstyle \left({\frac {1}{t}},{\frac {1}{t^{3}}}\right),}, de ahí la función cúbica {\displaystyle y=x^{3}.} La cúspide (origen) de la parábola semicúbica se intercambia con el punto en el infinito del eje y.
Esta propiedad también se puede deducir si se representa la parábola semicúbica mediante coordenadas homogéneas: en la ecuación (A)' se reemplaza {\displaystyle x={\tfrac {x_{1}}{x_{3}}},\;y={\tfrac {x_{2}}{x_{3}}}} (la recta en el infinito tiene ecuación {\displaystyle x_{3}=0}) y se realiza la multiplicación por {\displaystyle x_{3}^{3}} para obtener la ecuación de la curva en coordenadas homogéneas: {\displaystyle x_{3}x_{2}^{2}-x_{1}^{3}=0.}
Al elegir la recta {\displaystyle x_{\color {red}2}=0} como recta del infinito e introducir {\displaystyle x={\tfrac {x_{1}}{x_{2}}},\;y={\tfrac {x_{3}}{x_{2}}}} se obtiene la curva (afín) {\displaystyle y=x^{3}.}

### Curva isócrona
Una propiedad definitoria adicional de la parábola semicúbica es que es una curva isócrona, lo que significa que una partícula que sigue su trayectoria mientras es arrastrada hacia abajo por la gravedad recorre intervalos verticales iguales en períodos de tiempo iguales. De esta manera se relaciona con la tautócrona, en la que las partículas en diferentes puntos de partida siempre tardan el mismo tiempo en llegar al fondo, y la curva braquistócrona, la curva que minimiza el tiempo que tarda una partícula en caer desde su inicio hasta su final.

## Historia
La parábola semicúbica fue descubierta en 1657 por William Neile, quien calculó su longitud de arco. Aunque las longitudes de algunas otras curvas no algebraicas, incluidas la espiral logarítmica y la cicloide, ya se habían calculado (es decir, que esas curvas ya habían sido "rectificadas"), la parábola semicúbica fue la primera curva algebraica (excluyendo la recta y la circunferencia) en ser rectificada.